# Psalm 39

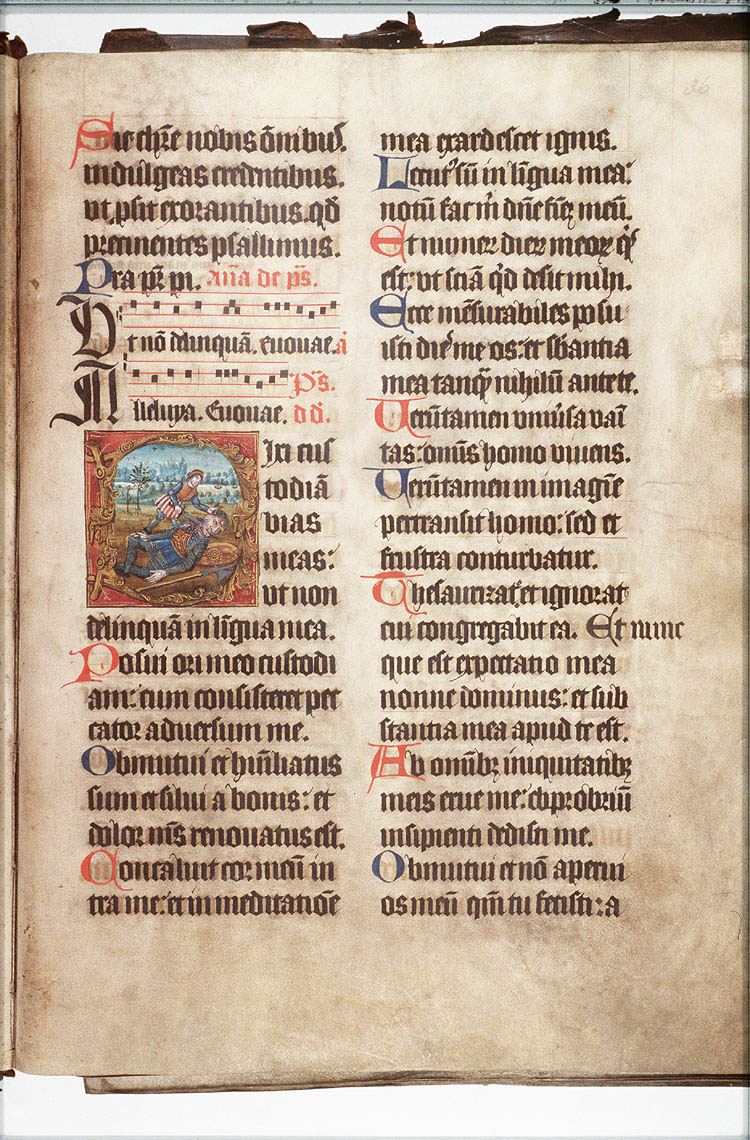
Franziskanischer Psalter, 16. Jahrhundert: Psalm 38 (Vulgatazählung), Initiale „D“ – Dixi: Custodiam vias meas – mit David und Goliath-Szene. Königliche Bibliothek der Niederlande

Der 39. Psalm (nach griechisch-lateinischer Zählung der 38.) ist ein Psalm Davids in der Bibel. Er ist der Gattung der individuellen Klagelieder zugehörig. 

## Struktur
Der Alttestamentler Hermann Gunkel stellt in seinem Standardwerk „Die Psalmen“ zunächst zur Strukturierung die Verse um: der zwölfte Vers rückt zwischen den siebten und den achten, während der dreizehnte Vers – in sich verdreht zu 13cd und dann 13ab – zwischen den achten und den neunten rückt. Anschließend strukturiert er den Psalm auf folgende Weise:
1. Vers 2–4: Einleitung zum Klagegedicht: Entstehung des Gedichtes
2. Vers 5 ff.: Das eigentliche Klagegedicht
  1. Vers 5–7 und 12: allgemeine Betrachtungen
  2. Vers 8 und 13c.d: Rückkehr zu sich selbst
  3. Vers 13a.b, 9–11 und 14: Schließlich das eigentliche Klagelied

## Auslegungstradition
Die Auslegungstradition geht von einem christologischen Verständnis des Psalms aus. 
Derartig geht z. B. der spätantike Theologe Cassiodor vor. Dabei ist anzumerken, dass die Tradition Jesus Christus völlig frei von Sünden betrachtet und er daher, wenn er wie in Psalm 39 von seinen Sünden rede, er das stellvertretend für die „Glieder seines Leibes“ (die Christen) tue.